# József Munk
József Munk (Budapest, 30 de novembre de 1890 – ?) va ser un nedador hongarès que va competir a començament del segle xx.
El 1908 va prendre part en els Jocs Olímpics de Londres, on guanyà la medalla de plata en els relleus 4x200 metres lliures, junt a Imre Zachár, Béla Las-Torres i Zoltán Halmay. També diputà els 100 metres lliures del programa de natació, on fou eliminat en sèries.